# Koidula (Värska)
Koidula – wieś w gminie Värska w Estonii, tuż przy granicy z Rosją. W 2011 roku populacja wsi wynosiła 0 osób.
Kilka kilometrów na południowy wschód znajduje się rosyjskie miasto Pieczory. We wsi znajduje się drogowe przejście graniczne na trasie Karisilla – Pieczory oraz obecnie nieaktywne przejście kolejowe. Przed nim znajduje się wybudowana w 2011 roku stacja kolejowa Koidula. Pozwala ona na przeładowanie towarów z linii Tartu – Pieczory na linię Valga – Pieczory bez przekraczania granicy państwowej, co wcześniej było niemożliwe (nie istniała stacja pomiędzy złączeniem linii a granicą).